# 真實謊言 (遊戲節目)
《真實謊言》（英語：The Moment of Truth）是頤合製作向美國福斯廣播公司購買知名真人秀遊戲節目《无谎言时刻》（The Moment of Truth）的版權，在台灣重新拍攝製作，並於2011年7月4日起至2012年6月4日為止，在壹電視綜合臺播出的電視節目。
冠軍電視購得公開播映權後，自2011年9月5日起，也於每週一至週五的21：00〜21：30播出節目。

## 概要
每集節目，參賽者先通過製作單位準備的50〜80道問題，並由生理回饋檢測儀嚴格把關，但參賽者們並不知道測驗出來的結果。等到參賽者上台後，製作單位會隨機抽出問過該位參賽者的21道問題。
主持人會逐一詢問參賽者這些被問過的問題，參賽者必須回答，答案只有「是」（英文：yes）與「不是」（英文：no）兩種，無第三種答案。
如果參賽者能夠誠實回答問題，並由旁白說出「這個答案是…真實」（英文：That answer is … true），即符合生理回饋檢測儀的檢測結果，可獲得該階段答對的題目數。累計至該階段的題目數的標準，即可獲得搖錢樹結構的獎金。
反之若是在任何一題說謊，並由旁白說出「這個答案是…謊言」（英文：That answer is … false），即與生理回饋檢測儀所得結果不符，則參賽者挑戰失敗，遊戲將被中斷，且獎金歸零，參賽者空手而返，一毛錢也得不到。

### 獎金結構
| 階段    | 問題數 | 可獲得獎金          |
| ------- | ------ | ------------------- |
| 第1階段 | 6題    | 新台幣50,000圓整    |
| 第2階段 | 5題    | 新台幣250,000圓整   |
| 第3階段 | 4題    | 新台幣500,000圓整   |
| 第4階段 | 3題    | 新台幣1,000,000圓整 |
| 第5階段 | 2題    | 新台幣1,500,000圓整 |
| 第6階段 | 1題    | 新台幣2,000,000圓整 |

如表所列，參賽者於第1階段連續誠實地回答出6道問題，可獲得新臺幣5萬元（NTD50,000）之獎金，第2階段連續誠實地回答出5道問題，可獲得新臺幣25萬元（NTD250,000）之獎金…依此類推，參賽者最高可以獲得新臺幣200萬元（NTD2,000,000）之獎金。但階段愈高，乍看之下問題數極少，問題內容卻是一層比一層還要辛辣，讓參賽者與親友幾乎無法接受。
而參賽者可在題目發問前選擇停止答題，並保證取得目前累積的獎金，以不致使因說謊而將獎金歸零。而參賽者欲取得獎金，必須在該階段誠實地回答完指定的題目數，方可取得該階段的獎金。例如：參賽者想取得25萬元的獎金，參賽者就必須誠實回答11道題目，並且在第2階段結束後與第3階段開始前，宣告不繼續遊戲。

### 親友團
而節目當中，參賽者有可能會面臨他/她以前的好友或夥伴，親自發問參賽者問題。在場的親友團，可以有一次機會，以名為「Pass鈕」（跳過鈕）的按鈕決定，跳過他們不想聽到的結果。
不過，親友團使用的「Pass鈕」，並不能計算參賽者誠實回答的題目數；而相對的，主持人還會有「預備題」，供參賽者回答。此時，參賽者就必須誠實地回答此「預備題」。

#### 親友團提問
親友團提問問題，是由親友團親自對參賽者詢問的問題。此問題不由主持人說出，而是由該名親友團親口說出。
同其他由主持人詢問的問題，此題也必須要誠實回答，才能累計該階段答對的題目數。否則一旦說謊，獎金也是會被歸零的。

## 製作團隊
- 節目總監：吳彥璋
- 執行監製：王儷靜、黃如欣
- 製作人：李慧蘭
- 製作團隊：頤合製作
- 導播：吳佳重、壹電視導播組
- 攝影組：壹電視工程部
- 燈光：聯立
- 電視牆：輝影
- 美術/動畫組：Keith Lun、 高國欽、賴虹羽
- 佈景設計：張從寬、曾逸翬
- 多媒體技術指導：石千泓
- 製作助理：姜丹翎
- 音效：汎昇音樂有限公司
- 後製剪輯：有間工作室
- 製作/監製公司：壹傳媒股份有限公司

## 其他地區
該節目最早由製作人霍華德·舒爾茨開創，並在哥倫比亞首播，當時節目命名Nada más que la verdad（Nothing But the Truth），後來在各國發展成不同的版本。香港電視廣播有限公司曾於2007年買下該節目版權，中文譯名同為《真實謊言》，並曾於2008無綫節目巡禮及2009無綫節目巡禮預告推出，惟至現在仍未有準備製作的消息，原定主持李思捷其後改為主持《思家大戰》。

## 外部連結
- 真實謊言
- 真實謊言的Facebook專頁
- 互联网电影数据库（IMDb）上《真實謊言》的资料（英文）
- YouTube上的真實謊言播放列表

| 壹電視綜合台 星期一至星期五21:00－21:30 | 壹電視綜合台 星期一至星期五21:00－21:30 | 壹電視綜合台 星期一至星期五21:00－21:30 |
| --------------------------------------- | --------------------------------------- | --------------------------------------- |
|                                         | 真實謊言 （2011.7.4. - 2012.6.4.）      |                                         |
| 黃金比例                                | 我是傳說                                |                                         |

| 冠軍電視 星期一至星期五21:00－21:30 | 冠軍電視 星期一至星期五21:00－21:30 | 冠軍電視 星期一至星期五21:00－21:30 |
| ----------------------------------- | ----------------------------------- | ----------------------------------- |
|                                     | 真實謊言 （2011.9.5. - 日期未知）   |                                     |
| （未知）                            | 就是要問（日期未知 - 日期未知）     |                                     |

| 壹電視美洲台 星期日20:00－20:30 | 壹電視美洲台 星期日20:00－20:30      | 壹電視美洲台 星期日20:00－20:30 |
| ------------------------------- | ------------------------------------ | ------------------------------- |
|                                 | 真實謊言 （2012.6.10. - 2012.9.30.） |                                 |
| 永康頭殼秀                      | （頻道停止）                         |                                 |